# زیردریایی یو-۱۳۶ (۱۹۴۱)
زیردریایی یو-۱۳۶ (۱۹۴۱) (به انگلیسی: German submarine U-136 (1941)) یک زیردریایی بود که طول آن ۶۷٫۱ متر (۲۲۰ فوت ۲ اینچ) بود. این زیردریایی در سال ۱۹۴۱ ساخته شد.